# دعوت به بازدید
دعوت به بازدید (لهستانی: Zaproszenie do wnętrza؛ ‏آلمانی: Einladung zur Besichtigung) یک فیلم مستند لهستانی به کارگردانی آندری وایدا است که در سال ۱۹۷۸ منتشر شد.